# 인도유럽조어

인도유럽조어에서 갈라진 여러 어파들을 그린 도표. 빨간색은 현재는 존재하지 않는 사어이다.

인도유럽조어(Proto-Indo-European language, PIE) 또는 인구조어(印歐祖語)는 인도유럽어족에 속하는 언어들의 근간이 되었으리라고 여겨지는 언어이며, 이를 현대의 언어학자들이 재구성한 조어를 뜻하기도 하다. 기원전 6000년경에 처음으로 인도유럽어족의 조상격이 되는 언어가 등장하였다고 여겨지며, 이후 발트어파, 슬라브어파, 인도이란어파, 게르만어파 등으로 분화되었다.
이 언어의 성립에서 붕괴까지의 기간은 선사 시대에 있었다. 따라서 기록된 문자가 존재하지 않았으므로, 모두 구전에 의해서 자손으로 계승되어 직접적인 기록이 전혀 남아 있지 않다. 따라서 이후 파생된 언어를 통해 추정하여 재구성이 진행되고 있다. 이에 대한 가설은 크게 쿠르간 가설과 아나톨리아 가설의 두 가지가 있으며, 그 밖에 아르메니아 가설 등이 있다.

## 발견과 재구성
인도유럽조어는 18세기에 라틴어, 고전 그리스어, 산스크리트어 등 당시 알려졌던 인도 및 유럽의 여러 언어의 공통의 기원을 이루는 것으로서 제안되었다. 당초 다른 언어에서 떨어진 아나톨리아어파와 토하라어파는 인도 유럽어에 포함되지 않았으며, 후두음 이론도 고려되지 않았다. 그러나 계속된 연구를 통해 이후 기록을 통하여 두 어파의 존재가 밝혀졌으며, 또 히타이트어에 후두음의 존재가 확인되면서, 이론적으로 인도유럽조어 붕괴 시기의 1000년 전에 우선 아나톨리아어파가 먼저 분화되었고, 이후 토하라어파가 분화했다는 모형이 완성되었다.
인도유럽조어는 문자를 갖지 못했기 때문에 직접 증거는 존재하지 않으며, 음운 및 어형은 모두 이후 분화된 언어를 바탕으로 한 비교 분석하여 재구성한 것이다. 인도유럽어족에 속하는 언어의 단어의 대부분은 인도유럽조어에서 사용된 하나의 시조형을 기초로 일정한 음운 변화의 법칙에 의해서 파생된 것으로 생각된다.

## 하위 어파
다음은 인도유럽어족의 어파들을 언어연대학적으로 추정한 분기 시점이 빠른 순서대로 나열한 것이다.
| 어파           | 조어           | 설명                                                                | 현대 언어 |
| -------------- | -------------- | ------------------------------------------------------------------- | --- |
| 아나톨리아어파 | 아나톨리아조어 | 모두 사멸함. 가장 잘 문증된 것은 히타이트어.                        | 없음 |
| 토하라어파     | 토하라조어     | 중국 북서부의 기원후 6 ~ 8세기 문헌으로 기록되었으며 현재는 사멸함. | 없음 |
| 이탈리아어파   | 이탈리아조어   | 여러 언어가 속했으나 현재는 라틴어의 후손인 로망스어군만 남음.      | 포르투갈어, 갈리시아어, 스페인어, 카탈루냐어, 오크어, 프랑스어, 이탈리아어, 레토로망스어, 루마니아어, 아로마니아어, 사르데냐어 등 |
| 켈트어파       | 켈트조어       | 한때 유럽의 넓은 지역에서 쓰였으나 현재는 유럽 서북단에서만 쓰임.   | 아일랜드어, 스코틀랜드 게일어, 웨일스어, 브르타뉴어, 콘월어, 맨어 등 |
| 게르만어파     | 게르만조어     | 서게르만어군, 동게르만어군 (사멸), 북게르만어군으로 분기함.         | 영어, 독일어, 아프리칸스어, 네덜란드어, 이디시어, 노르웨이어, 덴마크어, 스웨덴어, 프리슬란트어, 아이슬란드어, 페로어 등 |
| 발트슬라브어파 | 발트슬라브조어 | 발트어파와 슬라브어파로 분기함.                                     | 발트어파: 라트비아어와 리투아니아어; 슬라브어파: 러시아어, 우크라이나어, 벨라루스어, 폴란드어, 체코어, 슬로바키아어, 세르보크로아트어, 불가리아어, 슬로베니아어, 마케도니아어 등                                                       |
| 인도이란어파   | 인도이란조어   | 인도아리아어군, 이란어군, 누리스탄어군으로 분기함.                  | 인도아리아어군: 힌두스탄어 (힌디어와 우르두어), 벵골어, 싱할라어, 펀자브어, 다르드어군 등; 이란어파: 페르시아어, 파슈토어, 발루치어, 쿠르드어, 자자어, 오세트어, 루르어, 탈리시어, 타트어, 길란어, 마잔다란어, 셈난어 등; 누리스탄어군 |
| 아르메니아어   | 아르메니아조어 |                                                                     | 동아르메니아어, 서아르메니아어 |
| 그리스어파     | 그리스조어     |                                                                     | 현대 그리스어, 폰토스 그리스어, 차코니아어 |
| 알바니아어     | 알바니아조어   | 알바니아어는 독자적인 어파를 이룬다.                                | 알바니아어 |

둘 이상의 어파를 한데 묶은 이탈리아켈트어파, 그리스아리아어파, 그리스아르메니아어파, 그리스프리기아어파, 다키아트라키아어파, 트라키아일리리아어파 등의 가설이 제안된 바 있다.

## 음운론
인도유럽조어의 음운론은 상세히 재구되어 있다. (논쟁의 여지가 없지는 않으나) 가장 널리 인정받는 재구에 따르면 인도유럽어 음운론에는 다음과 같은 특징이 있다.
- 무성음, 유성음, 유성유기음으로 재구되는 3개의 파열음 계열
- 성절음이 될 수 있는 공명자음
- 이른바 후두음이라 불리는 3개의 자음. 이들의 정확한 발음은 잘 모르지만 이웃한 소리에 끼치는 영향을 통해 존재를 짐작할 수 있다.
- 마찰음 /s/
- 5모음 체계. 이 중 가장 흔히 나타나는 모음은 /e/와 /o/였다.

인도유럽조어의 강세는 어휘적 강세로 재구된다. 강세는 어떤 음절에든 올 수 있었으며 같은 단어의 굴절 패러다임 상에서 위치가 달라지기도 했다(예: 동사의 단수형과 복수형). 강세 음절은 도 높은 음높이로 발음되었기 때문에, 인도유럽조어는 음정강세 언어였다고 말하기도 한다. 강세의 위치는 모음교체, 특히 일반급 모음(/e/, /o/)과 영급(모음 탈락)의 교체와도 연관되어 있었지만 그로부터 완전히 예측할 수는 없었다.
인도유럽조어의 강세는 베다 산스크리트어 및 (명사의 경우) 고대 그리스어에 가장 잘 보존되었으며, 다른 인도유럽어에도 여러 가지 방식으로 간접적으로 흔적을 남겼다. 어떤 언어학자들은 베다어와 고대 그리스어 간의 강세 차이와 그 밖의 몇몇 현상을 설명하기 위해 인도유럽조어가 성조 언어였으며 각 형태소마다 고유한 성조가 있었다고 주장하기도 한다. 이 가설에 따르면 각 단어의 성조열(列)은 어파에 따라 다른 방식으로 어휘적 강세로 발달했다고 한다.

## 형태론

### 어근
인도유럽조어의 어근은 접사가 붙지 않은 형태소로서, 단어의 어휘적 의미의 핵심을 이루고 연관된 단어들이 파생되는 기초가 되었다. 인도유럽조어는 단어 사이의 문법적 관계를 나타내기 위해 굴절접사를 사용하는 굴절어였다. 따라서 인도유럽조어에서 접사가 붙지 않고 어근이 홀로 나타나는 경우는 드물었다. 인도유럽조어에서는 어근에 접미사가 붙어 어간을 이루었고, 어간에 굴절접미사가 붙어 단어를 이루었다.

### 모음교체
많은 형태소는 단모음 e를 고유 모음으로 갖고 있었다. 인도유럽조어 모음교체는 이 단모음 e를 단모음 o로, 장모음 ē로, 장모음 ō로 교체하거나 모음을 탈락시켰다. 이 같은 모음교체는 굴절형태론과 파생형태론 양쪽에서 일어났다. 예컨대 어느 명사나 동사의 서로 다른 문법적 형태는 서로 다른 모음을 지닐 수 있었고, 어느 동사와 거기서 파생된 추상명사도 서로 다른 모음을 지닐 수 있었다.
인도유럽조어에서 모음교체를 통해 구별되었던 범주들은 굴절접미사를 통해서도 구분되는 경우가 많았다. 그러나 이후에 몇몇 인도유럽어에서는 그런 굴절접미사가 소실됨에 따라 오직 모음교체로만 문법범주를 구별할 수 있는 경우가 생기기도 하였다. 예를 들어 영어의 sing, sang, sung과 같은 단어들이 있다.

### 명사
명사는 8개 또는 9개의 격에 따라 굴절했다.
- 주격: 동사의 주어를 나타낸다. 계사의 보어 역시 주격으로 나타났다.
- 대격: 타동사의 직접목적어를 나타낸다.
- 속격: 다른 명사를 수식하는 명사를 나타낸다.
- 여격: 타동사의 간접목적어를 나타낸다.
- 도구격: 주어가 행동을 위해 사용하는 도구나 수단을 나타낸다. 물리적 대상이 될 수도 있고 추상적 개념이 될 수도 있다.
- 탈격: 무엇으로부터 멀어지는 움직임을 나타낸다.
- 처격: 위치를 나타낸다.
- 호격: 호명하는 대상을 나타낸다.
- 향격: 무엇을 향해 다가가는 움직임을 나타난다. 아나톨리아어파에만 남아 있으며, 인도유럽조어에는 향격이 존재하지 않았을 가능성도 있다.[8]

성은 3개가 있었다.
- 남성
- 여성
- 중성

### 대명사
인도유럽조어 대명사는 후손 언어에 대명사가 다양한 꼴로 나타나기 때문에 재구하기 어렵다. 인도유럽조어에는 1인칭과 2인칭 대명사가 있었지만 3인칭 대명사는 없었고 대신에 지시대명사가 쓰였다. 인칭대명사는 고유한 형태와 굴절접미사를 지녔으며 두 개의 어간을 지닌 것도 있었다. 이는 1인칭 단수에서 가장 분명히 드러나는데, 영어 I와 me에도 그 두 어간이 보존되어 있다. 또한 대격, 속격, 여격의 경우 강세형과 전접어형의 두 가지 형태가 있었다.
|        | 1인칭             | 1인칭           | 2인칭         | 2인칭            |
| 단수   | 복수              | 단수            | 복수          |                  |
| ------ | ----------------- | --------------- | ------------- | ---------------- |
| 주격   | *h₁eǵ(oH/Hom)     | *wei            | *tuH          | *yuH             |
| 대격   | *h₁mé, *h₁me      | *nsmé, *nōs     | *twé          | *usmé, *wōs      |
| 속격   | *h₁méne, *h₁moi   | *ns(er)o-, *nos | *tewe, *toi   | *yus(er)o-, *wos |
| 여격   | *h₁méǵʰio, *h₁moi | *nsmei, *ns     | *tébʰio, *toi | *usmei           |
| 도구격 | *h₁moí            | *nsmoí          | *toí          | *usmoí           |
| 탈격   | *h₁med            | *nsmed          | *tued         | *usmed           |
| 처격   | *h₁moí            | *nsmi           | *toí          | *usmi            |

### 동사
인도유럽조어 동사는 명사와 마찬가지로 모음교체 현상을 보였다. 인도유럽조어 동사에 있어 가장 중요한 범주는 문법상이었으며 다음과 같은 문법상 구분이 있었다.
- 상태상: 존재의 상태를 나타내는 동사
- 미완결상: 진행 중이거나, 습관적이거나, 반복되는 동작을 나타내는 동사
- 완결상: 완료된 동작이나 전체로서의 동작을 나타내는 동사

동사의 서법은 적어도 4가지가 있었다.
- 직설법: 사실을 나타냄.
- 명령법: 금지, 허락, 충고, 권고 등 명령이나 요청을 나타냄.
- 가정법: 소망, 가능성, 판단, 의견, 의무, 아직 일어나지 않은 사건 등 현실이 아닌 다양한 양태를 나타냄.
- 희구법: 소망이나 바람을 나타냄.

동사의 태는 2가지가 있었다.
- 능동태: 주어가 동사의 행위자인 경우에 쓰인다.
- 중간수동태: 중간태 및 수동태를 나타낸다.

동사는 주어의 3개 인칭(1, 2, 3인칭)과 3개 수에 일치했다.
- 단수
- 쌍수: 정확히 둘인 경우를 나타냄.
- 복수: 단수나 쌍수 이외의 수를 나타냄.

또한 분사 체계가 정교하게 발달되어 시제와 태의 조합 하나하나에 대응하는 분사가 있었으며, 다양한 종류의 동사파생 명사와 형용사가 있었다.
다음은 앤드루 실러에 따른 인도유럽조어 동사 어미 재구형으로, 대체로 현재 인도유럽어학계에서 합의된 내용을 반영하고 있다.
|            |          | Sihler (1995) | Sihler (1995) |
| 무모음어간 | 모음어간 |               |               |
| ---------- | -------- | ------------- | ------------- |
| 단수       | 1인칭    | *-mi          | *-oh₂         |
| 단수       | 2인칭    | *-si          | *-esi         |
| 단수       | 3인칭    | *-ti          | *-eti         |
| 쌍수       | 1인칭    | *-wos         | *-owos        |
| 쌍수       | 2인칭    | *-th₁es       | *-eth₁es      |
| 쌍수       | 3인칭    | *-tes         | *-etes        |
| 복수       | 1인칭    | *-mos         | *-omos        |
| 복수       | 2인칭    | *-te          | *-ete         |
| 복수       | 3인칭    | *-nti         | *-onti        |

### 수사
인도유럽조어 수사는 일반적으로 다음과 같이 재구된다.
| 수사 | 영어  | Sihler                                                             |
| ---- | ----- | ------------------------------------------------------------------ |
| 1    | one   | *(H)óynos/*(H)óywos/*(H)óyk(ʷ)os; *sḗm                             |
| 2    | two   | *d(u)wóh₁                                                          |
| 3    | three | *tréyes (완전모음형), *tri- (무모음형)                             |
| 4    | four  | *kʷetwóres (o-모음형), *kʷ(e)twr̥- (무모음형) (kʷetwóres 규칙 참고) |
| 5    | five  | *pénkʷe                                                            |
| 6    | six   | *s(w)éḱs; 어쩌면 원래는 *wéḱs                                      |
| 7    | seven | *septḿ̥                                                             |
| 8    | eight | *oḱtṓ(w) 또는 *h₃eḱtṓ(w)                                           |
| 9    | nine  | *h₁néwn̥                                                            |
| 10   | ten   | *déḱm̥(t)                                                           |

많은 언어에서 100을 뜻하게 된 *ḱm̥tóm의 원래 뜻은 “큰 숫자”였을지도 모른다.

### 불변화사
인도유럽조어 불변화사는 ‘아래, 밑’을 뜻하는 *upo처럼 부사로도 후치사로도 쓰이는 경우가 많았다. 대부분의 후손 언어에서 후치사는 전치사로 변했다. 그 밖에 재구 가능한 불변화사로는 부정극어(*ne, *mē), 접속사(*kʷe ‘그리고’, *wē ‘또는’ 등등), 감탄사(*wai!, 슬픔이나 고통을 나타냄) 등이 있다.

## 통사론
헤르만 히르트나 베르톨트 델브뤼크와 같은 학자들은 19세기 후반부터 고대 인도유럽 언어들의 통사론을 본격적으로 연구하기 시작했다. 20세기 후반부터는 이 주제에 대한 관심이 증가하여 여러 학자들이 인도유럽조어 통사론 재구를 내놓았다.
일찍 문증되는 인도유럽어 대부분은 굴절어이므로, 인도유럽조어 역시 문장 안의 통사적 관계를 표시하기 위해 어순보다는 형태론적 표지에 의존했으리라 생각된다. 그럼에도 불구하고 인도유럽조어에는 기본 어순이 있었다고 여겨진다. 야콥 바케르나겔은 베다 산스크리트어를 근거로 인도유럽조어의 기본 어순이 SVO형이었다고 주장했다. 지금도 SVO 가설을 지지하는 사람들이 있기는 하지만, 오늘날 거의 대부분의 학자들은 인도유럽조어의 기본 어순이 SOV형이었다고 생각한다.
고대 인도아리아어, 고대 이란어, 상고 라틴어, 히타이트어는 SOV가 기본 어순이었고 강조를 위해 다른 어순을 사용했다. (예를 들어 동사를 강조하기 위해 VSO형 어순을 사용하는 식이었다.) 토하르어의 전접어 인칭대명사에서도 그러한 어순의 흔적을 찾을 수 있다. 후기 인도유럽조어에서 OV 어순에서 VO 어순으로의 변화가 일어난 것으로 보이는데, 여러 후손 언어들이 VO 어순을 사용하기 때문이다. 현대 그리스어, 로망스어군, 알바니아어는 SVO 어순을 선호하고, 도서 켈트어군은 VSO 어순이 기본이다. 심지어 아나톨리아어파에서도 이러한 어순 변화의 징후가 나타난다. 발트어파, 슬라브어파, 게르만어파에서 선호되는 어순이 일관되지 못한 이유는 바깥의 OV 언어와의 접촉 때문이라고 설명할 수 있다.

## 화자
인도유럽조어를 사용했던 화자는 어떤 공동체 집단을 만들고 있었다고 생각된다. 이를 원시 인도유럽인이라고 부르는 경우도 있지만, 이들이 단일한 민족 또는 인종에 있었다는 보장은 없다. 19세기 후반 이후 특히 나치 독일에서는 이것을 두고 "아리아 민족"(본래 아리아인의 뜻은 원(原) 인도이란인이다.)이라는 이름으로 불렀고, 독일인 등이 그 직계 자손인 것처럼 선전되었다(아리안 학설).

### 사회
다만 인도유럽어조어를 사용했던 화자 집단의 사회가 어떤 것이었는지는 어휘에서(또 민속학, 신화학 등의 지식도 참고.) 어느 정도 추정할 수 있다. 그들의 생활 양식은 거의 다음처럼 여겨진다.
목축과 농경이 주요 생업이었다. 일부 집단은 나중에 유목 생활에 들어가 정주적인 목축과 농경을 하는 집단의 주위에 펼쳐진 스텝 지역에서 생활하였다. 가축에는 말, 소, 돼지가 있었으며 가축은 대표적 재산이기도 했다. 나중에는 수레을 끌기 위한 용도로 말과 소를 이용하였다. 또한 바다 또는 호수 등이 있었으나, 어업·항해는 별로 활발하지 않았다. 금속의 경우에는 아마 금·은의 존재를 잘 알고 있었으나, 일상적으로는 순동기를 사용하였다(동기 시대).
사회 제도는 가부장제이며, 영어의 sister 등의 기원이 된 단어는 "자신의 여자"로 해석되기 때문에 족외혼제였을 가능성도 높다. 제사, 전사, 평민의 3계급으로 되어 있었다.
그들은 신들이 하늘에 있다고 생각했으며, 최고신을 "디에우스 프테르"로 불렸다고 한다. 또한 "새벽의 여신(heusos)"(그리스의 에오스, 로마의 아우로라 등)도 기원이 이 시대로 올라간다.

### 지역·연대
인도유럽조어의 화자 집단이 언제, 어디에 살고 있었는지는 고고학적으로 그들의 사회의 모습과 함께 다양하게 논의되고 왔다. 그 기원지에 대한 가설로는 크게 5,000-6,000년 전의 흑해·카스피해 북쪽(현재의 우크라이나)이라고 하는 쿠르간 가설과 8000-9500년 전의 아나톨리아(현재의 터키)로 하는 아나톨리아 가설이 있다. 그밖에 아르메니아고원을 기원지로 하는 아르메니아 가설도 있다.

## 같이 보기
- 얌나야 문화
- 쿠르간 가설
- 아나톨리아 가설
- 원시 인도유럽 신화

## 추가 문헌
- Mallory, J. P.; Adams, D. Q. (2006), 《The Oxford Introduction to Proto-Indo-European and the Proto-Indo-European World》, Oxford: Oxford University Press, ISBN 9780199296682
- Meier-Brügger, Michael (2003), 《Indo-European Linguistics》, New York: de Gruyter, ISBN 3-11-017433-2
- Szemerényi, Oswald (1996), 《Introduction to Indo-European Linguistics》, Oxford